# Senny Mayulu
Senny Mayulu (* 17. Mai 2006 in Le Blanc-Mesnil) ist ein französisch-kongolesischer Fußballspieler, der aktuell bei Paris Saint-Germain in der Ligue 1 spielt.

## Karriere

### Verein
Mayulu begann seine fußballerische Ausbildung im November 2011 bei der US Saint-Denis, unweit von seinem Geburtsort bei Paris. Nach anderthalb Jahren verließ er den Verein und spielte ab September 2014 schließlich bei AF d’Épinay-sur-Seine. Im Sommer 2020 wechselte er in die Jugendakademie von Paris Saint-Germain. Dort galt er schnell als einer der talentiertesten Spieler und weckte Interessenten wie beispielsweise den BVB. In der Saison 2021/22 spielte er bereits im Alter von 15 Jahren 14 Mal für die B-Junioren, wobei er vier Tore schoss. 2022/23 war er dort Stammspieler und traf elfmal in 19 Einsätzen. Zudem kam er zu seinen ersten vier Ligaeinsätzen für die U19-Mannschaft unter anderem in den Playoffs, wo er mit den A-Junioren Vizemeister wurde. In die Spielzeit 2023/24 startete er als Stammspieler in der A-Jugend. Er kam auf zahlreiche Spiele und Tore in der Liga, der Coupe Gambardella und der UEFA Youth League, in der man in der Gruppenphase ausschied. Zudem wurde er Anfang 2024 zum vielversprechendsten PSG-Akademie-Spieler ausgezeichnet, indem er zum Titi d’Or gekürt wurde. Nachdem er bereits kurz zuvor in der Coupe de France debütierte und dort auch traf, wurde er am 26. Ligaspieltag bei einem 6:2-Sieg über den HSC Montpellier eingewechselt und absolvierte somit seine erste Partie für die Profis in der Ligue 1. Bis zum Saisonende wurde er achtmal in der Liga eingesetzt und gewann mit der ersten Mannschaft das Double aus Meisterschaft und Pokal. Auch mit der U19-Mannschaft, für die er noch immer zahlreich spielte, wurde er französischer Meister, wobei Mayulu im Halbfinale und Finale um die Meisterschaft traf. Im Anschluss an den letzten Spieltag unterschrieb er bei PSG seinen ersten Profivertrag mit einer Laufzeit bis Juni 2027. Am achten Spieltag der Folgesaison 2024/25 schoss er in der Startelf stehend sein erstes Tor im Ligabetrieb bei einem 4:2-Sieg über Racing Straßburg. Nur drei Tage später wurde Mayulu im dritten Spiel der Ligaphase gegen die PSV Eindhoven eingewechselt und gab somit sein Debüt in der Champions League. Am letzten Spieltag der Ligaphase wurde er erneut eingewechselt und schoss bei einem 7:0-Sieg über den Ligarivalen Stade Brest sein erstes Tor in der Königsklasse.

### Nationalmannschaft
Im Jahr 2023 kam Mayulu auf drei Einsätze für das französische U18-Team, mit dem er das Turnier von Limoges 2023 gewann. Im Jahr 2024 war er für die U19-Auswahl aktiv. Mit dieser nahm er im Juli des Jahres an der U19-EM 2024 teil, wobei er in jedem Spiel spielte und einen Treffer vorbereitete. Mit seinem Team scheiterte Mayulu erst im Finale an Spanien.

## Familie
Mayulus älterer Bruder Fally Mayulu ist ebenfalls Fußballspieler und gerade beim Bristol City aktiv. Allerdings ist dieser bis Ende der Saison an den SK Sturm Graz verliehen.

## Erfolge
Paris Saint-Germain
- Champions-League-Sieger: 2025 (Paris Saint-Germain)
- Französischer Meister (2): 2024, 2025
- Französischer Pokalsieger (2): 2024, 2025
- Französischer Supercupsieger: 2024
- Französischer U19-Meister: 2024

Nationalmannschaft
- U18-Turnier-von-Toulon-Sieger: 2023

Individuell
- Titi d’Or: 2023